# Az Egyesült Államok tengerészgyalogságának hírszerzése
Az Egyesült Államok tengerészgyalogságának hírszerzése a többi haderőnem hírszerző ügynökségeivel és más nemzetbiztonsági szolgálatokkal együttműködve és az egyesített parancsnokságok, valamint a Vezérkari Főnökök Bizottságának egyesített hírszerző központjai alárendeltségében tevékenykedik. A Hírszerző Közösség tagja.
Ez a szervezet végzi az általában a partvidékeken és expedíciós műveletekben tevékenykedő tengerészgyalogság különleges alakulatainak felderítő kiképzését; felderítési adatokkal segíti a csapatok telepítését, bevetését olyan váratlan és rendkívüli helyzetekben, amelyekhez más nemzetbiztonsági szolgálatok nem tudnak támogatást nyújtani. Speciális hírszerzési anyagokkal, jelentésekkel támogatja a tengerészgyalogság parancsnokának munkáját, aki egyben a Vezérkari Főnökök Bizottságának is tagja, valamint a tengerészgyalogság törzsfőnökségének tevékenységét. Támogatja továbbá adatokkal a haditechnikai beszerzéseket, a költségvetés tervezését is.
A tengerészgyalogság hírszerzését igazgató irányítja. A tengerészgyalogság hírszerző központjait két helyen telepítették: az egyik a haditengerészet hírszerzésének (ONI) és a Parti Őrség hírszerzésének egyenjogú partnereként dolgozik a Nemzeti Tengerészeti Hírszerző Központban (National Maritime Intelligence Center, NMIC) ), másik részét pedig a Tengerészgyalogság quanticói bázisán helyezték el, Virginia államban.
Érdekesség, hogy a tengerészgyalogság hírszerző egységének emblémája a Rubik-kocka motívumát is felhasználja.